# Charles Todd (astronome)
Pour les articles homonymes, voir Charles Todd et Todd.
Charles Heavitree Todd, né le 7 juillet 1826 à Islington et mort le 29 janvier 1910 à Adélaïde, est un astronome et télégraphiste australien du XIXe siècle.
Charles Todd construisit la première ligne télégraphique transcontinentale australienne entre Darwin et Adélaïde en 1872.
Alice Springs a été nommée en l'honneur de sa femme, Alice Gillam Bell.

## Biographie

### Débuts
Fils d'un petit commerçant, il est vite remarqué pour ses dons pour le calcul. Et, c'est ainsi que l'astronome royal George Airy le déniche dans une école dont il est administrateur. George Airy, qui est en train de réorganiser l'observatoire de Greenwich, l'engage comme calculateur, le 16 décembre 1841. Charles n'a alors que 15 ans. Après sept ans de bons et loyaux services, un peu lassé de faire des calculs toute la journée, il trouve une place d'assistant junior à l'observatoire de Cambridge où il se met à l'observation. Il fut le premier à voir la comète Eaye et s'intéressa à Neptune que l'on venait de découvrir. En mai 1854, il revient comme assistant responsable de la boule horaire synchronisée par Greenwich. C'est là qu'il se découvrit une passion pour le télégraphe naissant. C'est vers cette époque qu'est né le temps moyen de Greenwich (GMT) et l'observatoire distribuait le temps aux compagnies de chemin de fer et aux marins qui avaient besoin d'un temps exact pour déterminer leur longitude. Charles s'occupa de la commande électrique de la boule horaire qui indiquait le temps exact chaque jour à la même heure. Désireux de progresser dans la vie et limité dans sa carrière en Angleterre par son rang et son manque d'instruction formelle, il trouva un emploi comme astronome et responsable des postes et télégraphes dans une colonie récemment créée en Australie, à Adélaïde. Il signa son contrat le 10 février 1855 et embarqua à bord de l'Irène fin juin de la même année, non sans s'être marié un peu précipitamment avec la jeune Alice (19 ans) qu'il connaissait à peine. Et, c'est ainsi qu'ils débarquèrent à Glenelg le 4 novembre 1855 après une traversée un peu mouvementée. Charles s'occupa alors de l'installation de l'observatoire et fit des observations astronomiques et météorologiques. Il installa également une boule horaire et une courte ligne télégraphique.

### La ligne transcontinentale (Overland line)

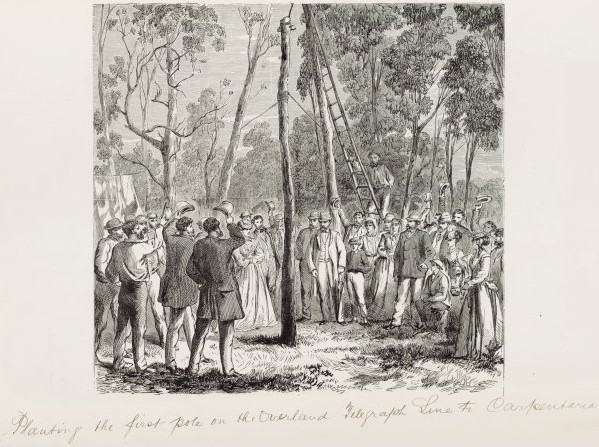
Plantation du premier poteau à Adélaïde.

À cette époque, Londres cherche à entretenir des rapports plus étroits avec son empire et la bonne société du sud de l'Australie cherche à rompre son isolement. Charles défend l'idée d'une ligne télégraphique traversant l'Australie du nord au sud, plus économique, selon lui qu'une ligne longeant la côte. Cette route n'a été parcourue qu'une seule fois, sept ans plus tôt, par John McDouall Stuart qui avait gardé d'importantes séquelles de cette aventure.